# Смит, Рютгер
Рютгер Смит (нидерл. Rutger Smith; род. 9 июля 1981, Гронинген) — нидерландский легкоатлет, специалист по толканию ядра и метанию диска. Выступал за сборную Нидерландов по лёгкой атлетике в 1999—2016 годах, многократный призёр чемпионатов мира и Европы, победитель и призёр первенств национального значения, действующий рекордсмен страны в толкании ядра на открытом стадионе и в закрытых помещениях, участник трёх летних Олимпийских игр.

## Биография
Рютгер Смит родился 9 июля 1981 года в Гронингене, Нидерланды.
Впервые заявил о себе в лёгкой атлетике на международном уровне в сезоне 1999 года, когда вошёл в состав нидерландской национальной сборной и выступил на юниорском европейском первенстве в Риге, где превзошёл всех соперников в
толкании ядра и в метании диска.
В 2000 году на юниорском мировом первенстве в Сантьяго одержал победу в толкании ядра и взял бронзу в метании диска.
Будучи студентом, в 2001 году представлял Нидерланды на Универсиаде в Пекине — занял 12-е и 11-е места в толкании ядра и метании диска соответственно.
В 2002 году получил серебро и бронзу в толкании ядра и метании диска на Европейском вызове по зимним метаниям в Пуле, выступил на чемпионате Европы в помещении в Вене, был восьмым в толкании ядра на чемпионате Европы в Мюнхене.
В 2003 году в толкании ядра победил на Европейском вызове по зимним метаниям в Джоя-Тауро, стартовал на чемпионате мира в помещении в Бирмингеме. На молодёжном европейском первенстве в Быдгоще взял бронзу в толкании ядра и одержал победу в метании диска. На чемпионате мира в Париже ни в одной из своих дисциплин в финал не вышел.
В 2004 году добавил в послужной список золотую и бронзовую награды, выигранные в толкании ядра и в метании диска на Европейском вызове по зимним метаниям в Марсе, отметился выступлением на чемпионате мира в помещении в Будапеште, получил две серебряные медали на Кубке Европы в Быдгоще. Благодаря череде удачных выступлений удостоился права защищать честь страны на летних Олимпийских играх в Афинах — здесь в обеих дисциплинах остановился на предварительных квалификационных этапах.
В 2005 году в толкании ядра и в метании диска завоевал золото и бронзу на Кубке Европы по зимним метаниям в Мерсине, также в толкании ядра выиграл серебряные медали на чемпионате Европы в помещении в Мадриде и на чемпионате мира в Хельсинки.
В июне 2006 года на соревнованиях в Лейдене установил ныне действующий национальный рекорд Нидерландов в толкании ядра на открытом стадионе — 21,62 метра. На чемпионате Европы в Гётеборге выиграл бронзовую медаль в толкании ядра и стал седьмым в метании диска. Ещё одну бронзу получил в толкании ядра на Всемирном легкоатлетическом финале в Штутгарте.
В 2007 году выступил на чемпионате Европы в помещении в Бирмингеме, в обеих дисциплинах получил бронзовые награды на чемпионате мира в Осаке, был пятым в толкании ядра на Всемирном легкоатлетическом финале в Штутгарте.
В феврале 2008 года на соревнованиях в бельгийском Генте установил ныне действующий национальный рекорд Нидерландов в толкании ядра в закрытых помещениях — 20,89 метра. Выиграл золото и бронзу в толкании ядра и в метании диска на Кубке Европы по зимним метаниям в Сплите. Был четвёртым в толкании ядра на чемпионате мира в помещении в Валенсии. На Олимпийских играх в Пекине в обоих случаях занял седьмое место.
Метал диск на чемпионате мира 2011 года в Тэгу, но в финал не вышел.
В 2012 году взял бронзу в метании диска на Кубке Европы по зимним метаниям в Баре, стал седьмым в толкании ядра на чемпионате мира в помещении в Стамбуле. На чемпионате Европы в Хельсинки выиграл серебряную медаль в толкании ядра и бронзовую медаль в метании диска. Принимал участие в Олимпийских играх в Лондоне, однако ни в одной из своих дисциплин выйти здесь в финал не смог.
В 2016 году в метании диска занял 11-е место на домашнем чемпионате Европы в Амстердаме и на этом завершил спортивную карьеру.